# إردافيتينيب
إردافيتينيب (Erdafitinib)، الذي يباع تحت الإسم التجاري بالفيرسا (Balversa)، هو دواء يستخدم لعلاج سرطان الخلايا الحرشفية.  على وجه التحديد للحالات التي تحتوي على طفرات مناسبة في FGFR -2 أو 3.  و يعطى عن طريق الفم. 
تشمل الآثار الجانبية الشائعة لهذا العقار على: ارتفاع نسبة الفوسفات، و التهاب الفم، و التعب، و مشاكل الكلى، و الإسهال، و مشاكل الكبد، و تغير في التذوق، و انخفاض المغنيسيوم، و تساقط الشعر، وارتفاع نسبة الكالسيوم، و آلام العضلات.  إضافة إلى ذلك، فقد تشمل الآثار الجانبية الأخرى العقم و مشاكل الرؤية أيضا.  أما استخدامه أثناء الحمل فقد يؤدي إلى الإضرار بالجنين.  إنه مثبط لتيروزين كيناز ، و تحديدًا مانع لمستقبلات عامل نمو الخلايا الليفية (FGFR).  
تمت الموافقة على إردافيتينيب للاستعمال طبيًا في الولايات المتحدة في عام 2019.  رغم ذلك، لم تتم الموافقة على استخدامه في المملكة المتحدة أو أوروبا اعتبارًا من عام 2021.  في الولايات المتحدة، تبلغ تكلفة العلاج لمدة 4 أسابيع حوالي 21500 دولار أمريكي اعتبارًا من عام 2021. 